# Rio Acolin
O rio Acolin é um rio localizado na França. É afluente do rio Loire pela margem esquerda. Atravessa a parte oriental do departamento de Allier, na região de Auvergne, e o sul da Nièvre, na Borgonha.